# Исмена
Исмена (грч. Ἰσμήνη) је у грчкој митологији било име више личности.

## Митологија
1. Едипова кћерка, коју је добио са Јокастом или Еуриганијом, Антигонина сестра. Она је прва обавестила свог оца о сукобу између његових синова, односно њене браће, Полиника и Етеокла. Када је Тидеј приликом похода седморице против Тебе освајао Кренејска врата, без милости је убио Исмену када је она дошла у намери да се нађе са младим Тебанцем Теоклименом.[1]
2. Нимфа најада, чије је име изведено од речи ismê (знање) и која је потицала са тебанских извора у Беотији. Ту се налази и њен (истоимени) извор који је у вези са пророчиштем бога Аполона. Њени родитељи су речни бог Асоп и Метопа, а била је удата за Арга, епонимног хероја Аргоса, са којим је имала сина Јаса и кћерку Ију. Поистовећена је са нимфом Мелијом.[2][3]